# Свети Йоан Кръстител (Горни Балван)
„Свети Йоан Кръстител“ (на македонска литературна норма: „Свети Јован Крстител“) е възрожденска православна църква в щипското село Горни Балван, източната част на Северна Македония. Част е от Брегалнишката епархия на Македонската православна църква – Охридска архиепископия.

## История
Църквата е гробищен храм, изграден в XIX век. Изписана е в 1878 година. Иконите на иконостаса са от същия период.
В църквата работят представителите на Дебърската художествена школа Йсай и Кузман Макриеви. В 1896 година икони за храма рисува и Данаил Щиплията.